# Елизабет Лофтус
Елизабет Ф. Лофтус (рођена Елизабета Фишман, 16. октобар 1944) америчка је когнитивна психолошкиња и стручњакиња за људску меморију. Она је спровела обимна истраживања о мелабилности људског памћења. Лофтус је најпознатија по свом необичном раду на ефекту дезинформације, памћења очевидаца и стварању лажних сећања и њихове природе, укључујући и опорављена сећања на сексуално злостављање у детињству. Осим свог плодоносног рада у лабораторији, Лофтус је у великој мери укључена у примену својих истраживања на законска подешавања; она је консултовала или пружила сведочења вештака за стотине случајева. Лофтус је призната широм света за свој рад, добивши бројне награде и почасне дипломе. Одликована је од стране Аустралијског националног универзитета за своје пионирско истраживање науке о људском памћењу(наградом за животно дело за психологију Аустралијског националног универзитета) . 2002. године Лофтус је на 58. месту на листи 100 најутицајнијих психолошких истраживача 20. века, и била је највиша рангирана жена на листи.

## Биографија
Лофтус је одрастала у Бел Еру у Калифорнији. Њени родитељи били су Сиднеј и Ребека Фишман; њен отац је био доктор и мајка библиотекарка. Када је Лофтус имала 14 година, њена мајка се удавила. Године 1968. Лофтус се удала за колегу психолога Џефрија Лофтуса, са којим се развела 1991, али остају пријатељи. Лофтус нема деце.

### Каријера
Лофтус је дипломирала на математици и психологији са највишим признањима на Универзитету у Калифорнији, Лос Анђелесу 1966. године. Магистрирала је 1967. и докторирала 1970. године (како у математичкој психологији тако и на Универзитету Станфорд), као једина жена у својој групи. Њена теза је названа "Анализа структурних варијабли које одређују тежину која се решава проблемом на рачунарском телетифу". Лофтус је први пут именована на академску позицију 1970. године у Новој Школи за Социјална Истраживања у Њујорку. Њено истраживање се фокусирало на организацију семантичких информација у дуготрајном памћењу. Међутим, Лофтус је убрзо схватила да жели радити истраживања са већом друштвеном важношћу. Лофтус ову реализацију приписује делимично разговору са познаницом којој је описивала своје налазе о семантичном сећању, који су се бавили трошковима истраживања у односу на његову вредност.